# ギド・バダラ
ギド・ナウエル・バダラ（Guido Nahuel Vadalà 、1997年2月8日 - ）は、アルゼンチン・ロサリオ出身のプロサッカー選手。USLチャンピオンシップ・シャーロット・インディペンデンス所属。ポジションは、フォワード。